# 17983 Buhrmester
17983 Buhrmester è un asteroide della fascia principale. Scoperto nel 1999, presenta un'orbita caratterizzata da un semiasse maggiore pari a 2,4469531 UA e da un'eccentricità di 0,1948702, inclinata di 3,73013° rispetto all'eclittica.